# 1270
| [ Edytuj tabelę ]                          |                                                               |
| Książę Małopolski                          | - 1243 Bolesław V Wstydliwy 1279                              |
| Książę Wielkopolski                        | - 1239 Bolesław Pobożny 1279                                  |
| Król Angkoru                               | - 1244 Dżajawarman VIII 1295                                  |
| Król Anglii                                | - 1216 Henryk III 1272                                        |
| Król Aragonii i Walencji, hrabia Barcelony | - 1213 Jakub I Zdobywca 1276                                  |
| Margrabia Brandenburgii                    | - 1267 Konrad 1304 - 1267 Jan II 1281 - 1267 Otto IV 1308     |
| Książę Burgundii                           | - 1218 Hugo IV 1272                                           |
| Książę Dolnej Bawarii                      | - 1253 Henryk XIII 1290                                       |
| Książę Górnej Bawarii                      | - 1253 Ludwik II 1294                                         |
| Cesarz Bizancjum                           | - 1261 Michał VIII Paleolog 1282                              |
| Car Bułgarii                               | - 1257 Konstantyn Asen Tich 1277                              |
| Cesarz Chin                                | - 1264 Song Duzong 1274                                       |
| Król Cypru                                 | - 1267 Hugo III 1284                                          |
| Król Czech                                 | - 1253 Przemysł Ottokar II 1278                               |
| Król Danii                                 | - 1259 Eryk Glipping 1286                                     |
| Władca Egiptu                              | - 1260 Bajbars 1277                                           |
| Cesarz Etiopii                             | - 1270 Jykuno Amlak 1285                                      |
| Król Francji                               | - 1226 Ludwik IX Święty 1270 - 1270 Filip III Śmiały 1285     |
| Król Gruzji                                | - 1259 Dawid VII Ulu 1270                                     |
| Hrabia Holandii                            | - 1256 Floris V 1296                                          |
| Cesarz Japonii                             | - 1259 Kameyama 1274                                          |
| Kalif                                      | - 1262 Al-Hakim bi-Amr Allah 1302                             |
| Król Kastylii i Leónu                      | - 1252 Alfons X Mądry 1284                                    |
| Patriarcha Konstantynopola                 | - 1267 Józef I Galezjota 1275                                 |
| Władca Korei                               | - 1259 Wonjong 1274                                           |
| Wielki książę litewski                     | - 1269 Trojden 1282                                           |
| Sułtan Maroka                              | - 1259 Abu Jusuf Jakub 1286                                   |
| Król Nawarry                               | - 1253 Tybald II 1270 - 1270 Henryk III Gruby 1274            |
| Król Norwegii                              | - 1263 Magnus VI Prawodawca 1280                              |
| Hrabia Palatynatu                          | - 1253 Ludwik II Bawarski 1294                                |
| Król Portugalii                            | - 1248 Alfons III 1279                                        |
| Sułtan Rumu                                | - 1265 Kaj Chusrau III 1282                                   |
| Książę Rusi halickiej                      | - 1264 Szwarno 1270 - 1270 Lew I 1300                         |
| Cesarz Rzymski (niemiecki)                 | - 1257 Ryszard z Kornwalii 1272 - 1257 Alfons z Kastylii 1284 |
| Książę Saksonii                            | - 1260 Albrecht II 1298                                       |
| Król Serbii                                | - 1243 Stefan Urosz I 1276                                    |
| Król Singasari                             | - 1268 Kertanagara 1292                                       |
| Król Szkocji                               | - 1249 Aleksander III 1286                                    |
| Król Szwecji                               | - 1250 Waldemar Birgersson 1275                               |
| Doża Wenecji                               | - 1268 Lorenzo Tiepolo 1275                                   |
| Król Węgier                                | - 1235 Bela IV 1270 - 1270 Stefan V 1272                      |
| Wielki mistrz zakonu krzyżackiego          | - 1256 Anno von Sangershausen 1273                            |

Rok 1270 / MCCLXX
stulecia: XII wiek ~
XIII wiek ~
XIV wiek

lata: 1260 «
1265 «
1266 «
1267 «
1268 «
1269 «
1270
» 1271
» 1272
» 1273
» 1274
» 1275
» 1280

## Wydarzenia w Polsce
- 17 sierpnia – do Krakowa przybył z trzydniową pielgrzymką król Węgier Stefan V.
- Brandenburczycy zajęli Santok i Drezdenko.
- W klasztorze cystersów w Henrykowie powstały pierwsze rozdziały księgi henrykowskiej, zawierającej pierwsze spisane po polsku zdanie.
- Rzeczywistą władzę nad księstwem wrocławskim objął syn Henryka III Białego Henryk IV Probus.

## Wydarzenia na świecie
- 3 maja – Stefan V został królem Węgier.
- 25 sierpnia – Filip III Śmiały został królem Francji.
- 30 października – wyprawy krzyżowe: zakończyła się VII krucjata.
- 4 grudnia – Henryk I został królem Nawarry.
- Wyprawa krzyżowa Karola I Andegaweńskiego, brata króla Francji Ludwika IX, do Tunisu.
- Władzę nad Litwą objął Trojden. Rządy jego to zupełny triumf pogaństwa.

## Urodzili się
- 12 marca – Karol de Valois, hrabia Valois, Andegawenii, Maine, Alençon i Chartres, syn króla Francji Filipa III Śmiałego (zm. 1325)

## Zmarli
- 20 stycznia – Euzebiusz z Ostrzyhomia, węgierski eremita, założyciel paulinów, błogosławiony katolicki (ur. ok. 1200)
- 23 lutego – Izabela, córka króla Francji Ludwika VIII, święta katolicka (ur. 1225)
- 27 kwietnia – Władysław, książę wrocławski i arcybiskup Salzburga.
- 3 maja – Bela IV, król Węgier w latach 1235–1270 z dynastii Arpadów.
- 25 sierpnia – Ludwik IX Święty, król Francji.
- 4 grudnia – Tybald V, hrabia Szampanii i król Nawarry (jako Tybald II).
- Sordello da Goito – trubadur
- Bartłomiej z Vicenzy, włoski dominikanin, błogosławiony katolicki (ur. ok. 1200)